# Mus crociduroides
Mus crociduroides is een knaagdier uit het geslacht Mus dat voorkomt in de bergen van West-Sumatra. Deze soort is het nauwste verwant aan de andere leden van het ondergeslacht Coelomys.
Deze soort lijkt sterk op zijn Javaanse verwant Mus vulcani, maar verschilt daarvan in enkele maten en in de vachtkleur. De vacht is grijs- of paarsachtig, met witte voeten en een tweekleurige staart. Vrouwtjes hebben minstens twee paren van mammae; deze paren zitten achter de voorpoten. De kop-romplengte bedraagt gemiddeld 94,9 mm, de staartlengte 120,4 mm, de achtervoetlengte 22,64 mm en de schedellengte 25,79 mm.